# 圃田西站
圃田西站是一个陇海线上的铁路车站，位于河南省郑州市管城回族区二里岗货栈街，1953年8月1日建站:247，目前为特等站，邮政编码为450004。该站原名郑州东站，2011年12月15日因京广高速铁路郑州东站即将建成而更名为圃田西站，是全路综合型特等货运站和国家内陆铁路货运一类口岸，主要担负整车、零担、集装箱货物发送、到达及郑州铁路局货车的洗刷、除污任务，是郑州铁路枢纽的重要组成部分，也是中国大陆最大的零担货物转运站，有“中原货都”之称，但口岸整体业务已于2014年8月29日搬迁至郑州铁路集装箱中心站。目前客运：不办理旅客乘降；不办理行李、包裹托运；货运：办理整车、集装箱货物发到；办理整车货物承运前保管；不办理整车爆炸品及一级氧化剂发到。。